# Fozana
Fozana es una aldea española de la parroquia de Tiñana, perteneciente al municipio de Siero, en la comunidad autónoma de Asturias.

## Historia
Hacia mediados del siglo XIX, era referido como un lugar ya por entonces perteneciente a la parroquia de Tiñana, en el municipio de Siero. Aparece descrito en el octavo volumen del Diccionario geográfico-estadístico-histórico de España y sus posesiones de Ultramar de Pascual Madoz con las siguientes palabras:

FOZANA: l. en la prov. de Oviedo, ayunt. de Siero y felig. de la Visitacion de Tiraña.
(Madoz, 1847, p. 154)

En 2023, la entidad singular de población de Fozana tenía empadronados 196 habitantes, todos ellos en el núcleo de población de ese nombre.